# Vasiľ Biľak
Vasiľ Biľak [ejtsd: biljak] (Bátorhegy, 1917. augusztus 11. – Pozsony, 2014. február 6.) kárpátukrán származású csehszlovák kommunista politikus.

## Élete, politikai pályája
Vasiľ Biľak a Sáros vármegyei Bátorhegyen született, egyes források szerint Vasil Gyula néven, szegény rutén családba. Heten voltak testvérek, de rajta kívül csak egy bátyja érte meg a felnőttkort. Szüleit korán elvesztette. Az elemi iskola után kitanulta a szabómesterséget, és sokáig ebben a szakmában dolgozott, 1936-tól Pozsonyban. Ekkor mint szakszervezeti aktivista bekapcsolódott a munkásmozgalomba, majd 1945-ben tagja lett Csehszlovákia Kommunista Pártjának (CSKP). A pártfőiskola elvégzése (1953) után gyors politikai karriert csinált: 1954-ben beválasztják a legfelső vezetésbe, 1955–68, majd 1969–71 között Szlovákia Kommunista Pártja (SZLKP) Központi Bizottságának tagja, 1963–68 között titkára, 1968 januártól augusztusig főtitkára, áprilistól a CSKP KB elnökségének tagja, majd novemberétől titkára, egészen 1988 decemberéig; ebben a minőségében a párt ideológiai, belpolitikai és külügyi irányvonalának abszolút meghatározója. 1960 és 1989 között előbb a Nemzetgyűlés, majd a Szövetségi Gyűlés elnökségi tagja volt.
A CSKP vezérkarában Biľak és négy elvtársa (Alois Indra, Antonín Kapek, Drahomír Kolder, Oldřich Švestka) volt az az öt keményvonalas, neosztálinista főfunkcionárius, akik 1968-ban már jó előre megszövegezték, majd aláírva elküldték Moszkvába azt a „behívót”, amelyre válaszul a Varsói Szerződés csapatai lerohanták Csehszlovákiát és véget vetettek a prágai tavasznak. Később erről így nyilatkozott: „Nagy hiba volt, hogy Dubček környezetét, az ellenforradalmi erőket nem sikerült időben elszigetelnünk, és emiatt nemzetközi segítségre szorultunk a szocializmus vívmányainak védelmében.” A hetvenes évek folyamán a Brezsnyev bizalmát és támogatását élvező Biľak – Gustáv Husák pártfőtitkár régi elvbarátja, harcostársa, jobbkeze és főideológusa – kulcsszerepet játszott a normalizációnak nevezett belpolitikai visszarendeződésében: a Dubček-féle reformok eltörlésében, a párton belüli tisztogatásokban, politikai perek konstruálásában, az ellenzék megfélemlítésében. Nem csoda, hogy a rezsim leggyűlöltebb figurája lett, akit a csehek még Husáknál is jobban utáltak.
Biľak 1989 decemberében, a bársonyos forradalom idején lemondott elnökségi posztjáról a Szövetségi Gyűlésben, majd parlamenti mandátumáról is, végül kizárták a pártból. 1991-ben vizsgálat, 2005-ben eljárás indult ellene az intervenciós levél megszövegezése és aláírása miatt. A procedúra 2011-ben ítélet nélkül zárult, a hivatalos indokolás szerint egyrészt azért, mert az események csehországi, kulcsfontosságú tanúit már nem lehetett kihallgatni, másrészt mert a perdöntő bizonyíték, a Biľakék által fogalmazott és szignált levél eredetijének kiadását Moszkva megtagadta (csak egy Jelcin által 1992-ben megküldött, kétes hitelű másolat állt rendelkezésre, amit a bíróság nem fogadott el bizonyító erejűnek).
Biľak a hatvanas évektől 1989-ig Prágában élt, egy luxus-ikervillában, ahol Jan Fojtík, a KB prominens tagja, pártlapok szerkesztője, a CSKP Politikai Főiskolájának rektora volt a szomszédja. Bukása után Pozsonyba költözött, annak is a legelőkelőbb negyedében lévő Pálffy-villába, amelyet potom áron kapott meg az államtól. 2014 telén itt érte a halál, 96 évesen.

## Emlékezete
Halála első évfordulóján, 2015 februárjában Bátorhegy (Krajná Bystrá) elöljárósága emlékművet állított és posztumusz díszpolgári címet adományozott Biľaknak, a falu szülöttének. Az esemény Szlovákia-szerte értetlenséget és felháborodást váltott ki. A szobrot két kassai még aznap éjjel leöntötte vörös festékkel, és ráírta, hogy: SVIŇA (disznó). Hamarosan vizsgálat indult, egyrészt a rongálás ügyében, másrészt annak kiderítésére, miért és hogyan kaphatott Biľak emlékművet – amit azóta többször megrongáltak, összetörtek, egyszer el is loptak. A bátorhegyiek mindenesetre védik az alkotást, elítélik a rongálókat és ápolják Biľak emlékét, amiben hallgatólagosan a járási és kerületi központ (Felsővízköz ill. Eperjes) helyhatósága is támogatja őket, mivel megítélésük – és az emléktábla felirata – szerint Kelet-Szlovákia 1950–1988 közötti fejlődése Biľaknak köszönhető.

## Művei
- Pravda zůstala pravdou. Projevy a články, říjen 1967–prosinec 1970. Svoboda, Prága, 1971. (szlovákul: Pravda zostala pravdou. Prejavy a články, október 1967–december 1970; magyarul: Az igazság fényében. Beszédek és cikkek, 1967 október–1970 december. Pravda, Pozsony, 1971)
- Az európai kommunista és munkáspártok párizsi találkozója. Kossuth, Bp., 1980 (társszerzőként)
- Vybrané projevy a stati I., II. 1953–1971, 1971–1980. Svoboda, Prága, 1980. (szlovákul: Vybrané prejavy a state. Pravda, Pozsony, 1982; magyarul: Vasil Biľak válogatott beszédei és nyilatkozatai 1971–1980. Pravda, Pozsony, 1984)
- Paměti Vasila Biľaka I–II. Agentura Cesty, Prága, 1991
- Až po mé smrti. BVD, Prága, 2014 (emlékirat)